# Khatauli
Khatauli là một thành phố và là nơi đặt ban đô thị (municipal board) của quận Muzaffarnagar thuộc bang Uttar Pradesh, Ấn Độ.

## Địa lý
Khatauli có vị trí 29°17′B 77°43′Đ / 29,28°B 77,72°Đ Nó có độ cao trung bình là 225 mét (738 feet).

## Nhân khẩu
Theo điều tra dân số năm 2001 của Ấn Độ, Khatauli có dân số 58.497 người. Phái nam chiếm 52% tổng số dân và phái nữ chiếm 48%. Khatauli có tỷ lệ 60% biết đọc biết viết, cao hơn tỷ lệ trung bình toàn quốc là 59,5%: tỷ lệ cho phái nam là 66%, và tỷ lệ cho phái nữ là 53%. Tại Khatauli, 16% dân số nhỏ hơn 6 tuổi.